# Luisa González
Luisa Magdalena González Alcivar (Quito, 22 de novembro de 1977) é uma política e advogada equatoriana que desempenhou vários cargos no governo do ex-presidente Rafael Correa. Ela foi eleita para a Assembleia Nacional nas eleições legislativas de 2021, representando a Província de Manabi. Foi candidata presidencial pelo Movimento Revolução Cidadã nas eleições presidenciais do Equador em 2023. Para as eleições de 2025, correrá de novo à presidência, novamente pelo Revolução Cidadã.

## Carreira política

### Campanha presidencial 2023
Em junho de 2023, anunciou sua candidatura à presidência nas eleições de 2023, um mês após o término de seu mandato na Assembleia Nacional, quando o presidente em exercício, Guillermo Lasso, invocou uma medida da constituição do Equador conhecida como muerte cruzada.
Em 10 de junho de 2023, foi designada candidata presidencial do Movimento Revolução Cidadã para participar das eleições gerais de 2023, depois que o ex-vice-presidente Jorge Glas recusou a indicação. O candidato presidencial de 2021, Andrés Arauz, foi indicado como seu companheiro de chapa. Caso seja eleita presidente, ela seria a primeira mulher eleita presidente na história do país. 
Em 13 de junho, enquanto estava prestes a registrar sua candidatura presidencial no Conselho Nacional Eleitoral com seus apoiadores e a presidente do movimento Revolução Cidadã, Marcela Aguiñaga, eles foram atacados com spray de pimenta e gás lacrimogêneo pela Polícia Nacional. González foi tratada em um centro médico de Quito depois de lavar os olhos por causa do spray de pimenta. A Polícia Nacional alegou ter usado agentes químicos para proteger a segurança e a ordem pública por causa do comportamento hostil dos partidários de González. González conseguiu registrar sua candidatura no final do dia.

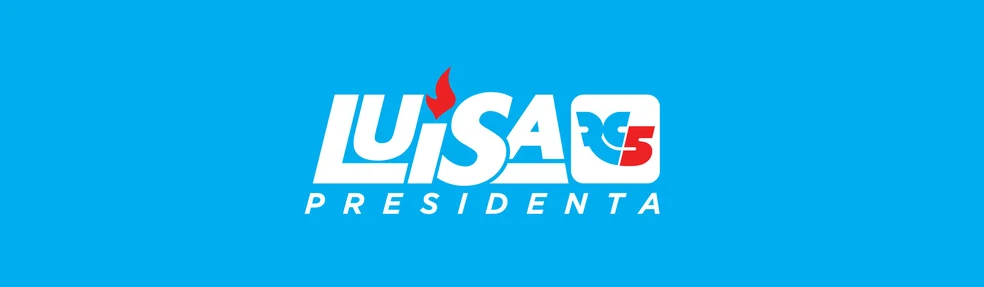
Logo da campanha 2023 de González

Em 16 de junho, o Conselho Nacional Eleitoral (CNE) negou a candidatura porque o partido não havia apresentado os documentos correspondentes. O CNE deu um prazo de 48 horas para corrigir a questão para que ela participasse das eleições. Porém, no dia seguinte, o Movimento Revolução Cidadã informou que o requisito que faltava estava sendo corrigido, e no dia 20 de junho o registro foi aceito.
Durante sua campanha, prometeu fazer do ex-presidente Rafael Correa uma figura central em seu governo, como um "conselheiro principal". Ela disse que trataria os Estados Unidos da mesma forma que trataria outros países. Ela também insistiu que os Estados Unidos deveriam respeitar a "autodeterminação" do país. Uma pesquisa realizada em 9 de julho mostrou como o favorito com quase 34% e o ex-vice-presidente Otto Sonnenholzner em segundo lugar com 17,5%.

## Pesquisa de intenção de voto
Uma pesquisa de intenção de votos feita pela ClickReport, entre 4 e 6 de agosto.
1. Luisa Gonzáles: 29,2%
2. Yaku Pérez: 14,4%
3. Otto Sonnenholzner: 12,3%
4. Jan Topic: 9,6%
5. Fernando Villavicencio: 7,5%
6. Brancos e nulos: 16,9%
7. Outros: 10,1%